# Hipótesis del deslizamiento polar

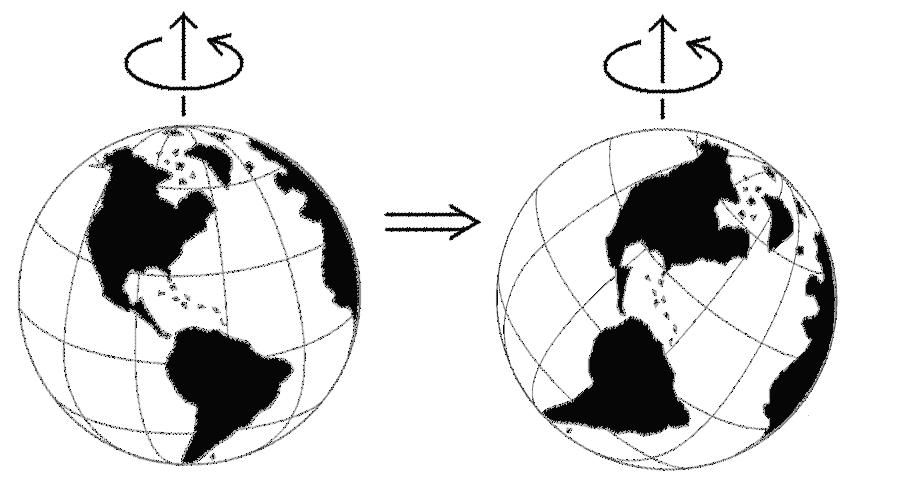
Según la hipótesis, la superficie de la Tierra puede cambiar de posición con respecto a los polos geográficos.

 La hipótesis del deslizamiento polar, desplazamiento de la corteza terrestre, cambio cataclísmico de polos o simplemente cambio de polos sugiere que han ocurrido cambios geológicos muy rápidos en lo que refiere a las ubicaciones geográficas de los polos y eje de rotación de la Tierra, provocando calamidades como inundaciones, terremotos y cambios climáticos.
La hipótesis no ha sido aceptada entre la comunidad científica. Hay evidencias de precesión y cambios en la inclinación axial, pero estos cambios han ocurrido dentro de escalas de tiempo muy largas, y no implican movimiento relativo del eje de giro con respecto al planeta. Sin embargo, en lo que es conocido como deriva o desplazamiento polar real, la Tierra puede girar con respecto a un eje fijo de rotación. Las investigaciones revelan que durante los últimos 200 millones de años ha ocurrido un desplazamiento polar de casi 30°, pero no han ocurrido eventos superrápidos de cambio de posición al menos dentro de este período de tiempo. La relación de cambio típica de deriva polar o desplazamiento implica solo 1° dentro de un lapso de 790 a 810 millones de años.
Cuando el supercontinente Rodinia existió es probable que se hayan verificado dos eventos geológicos rápidos; en cada uno de ellos los polos magnéticos cambiaron ~55° con respecto a los polos geográficos.

## Definición y aclaración
Los polos geográficos de la Tierra son puntos sobre la superficie que son intersecados por el eje de rotación. La hipótesis del deslizamiento polar describe un cambio de localización de estos polos respecto a la superficie fundamental, un fenómeno distinto del cambio de orientación axial respecto del plano de la eclíptica que son causadas por la precesión y nutacion, y de la verdadera deriva polar.
La hipótesis del deslizamiento polar no está conectada con la teoría geológica de la tectónica de placas, la cual es una teoría bien aceptada y que concibe la idea de una superficie terrestre formada por placas sólidas que cambian de posición y se ubican sobre una astenósfera líquida; ni con la deriva continental. El corolario de las placas tectónicas que sustenta que las ubicaciones de los continentes se han movido lentamente sobre la cara de la Tierra, tiene como resultado el surgir y la ruptura gradual de continentes y océanos en periodos de cientos de millones de años.
La hipótesis del deslizamiento polar no es lo mismo que la inversión de los polos magnéticos de la Tierra.

## Historia especulativa
En la literatura popular se han sugerido muchas conjeturas que involucran deslizamientos polares rápidos. Un cambio lento de los polos desplegaría cambios con alteraciones menores sin destrucción. Una visión dramática asume que cambios rápidos implicarían alteraciones dramáticas de la geografía y áreas localizadas de destrucción debidas a terremotos y tsunamis.

### Primeros proponentes
Una temprana mención del deslizamiento del eje terrestre se encuentra en un libro que data del año 1852 escrito por el matemático fránces Joseph Adhemar quien fue el primero en teorisar que la acumulación de hielo en los polos durante una edad de hielo causa movimientos de la corteza terrestre.
En 1872 y se publica el artículo titulado Chronologie historique des Mexicains, escrito por Charles Étienne Brasseur de Bourbourg, quien interpretó los antiguos mitos mexicanos como evidencia de cuatro períodos de cataclismos globales que comenzaron aproximadamente hacia el 10 500 a. C.
En 1948, Hugh Auchincloss Brown, un ingeniero electricista, lanzó una hipótesis del deslizamiento polar. Brown argüía que la acumulación de hielo en los casquetes polares causaban una desviación del eje de rotación terrestre, identificando ciclos de aproximadamente siete milenios.
El investigador y escritor ruso Immanuel Velikovsky en su controversial trabajo de 1950 Mundos en colisión, postuló que Venus emergió de  Júpiter como un cometa. Durante dos aproximaciones propuestas para el año 1450 a. C. sugirió que la dirección de la rotación de la Tierra cambió radicalmente y que se revirtió en el siguiente paso. Esta disrupción supuestamente ocasionó tsunamis y terremotos y la desaparición del mar Rojo. Pero aún más, afirmó que aproximaciones de  Marte ocurridas entre el 776 y el 687 a. C. también hicieron que el eje de la Tierra cambiara entre 4 y 10 grados. Velikovsky respaldó su trabajo con registros históricos, aunque sus estudios fueron ridiculizados por la comunidad científica.
Charles Hapgood es hoy quizás el más recordado de los proponentes; en sus libros La deslizante corteza terrestre de 1958 el cual incluye un prefacio de Albert Einstein y fueron escritos antes de que la tectónica de placas fuese aceptada por la gran mayoría de los expertos, y Path of the pole (‘la ruta del polo’, de 1970). Hapgood reconstruyó el temprano modelo de Joseph Adhemar, especulando que la masa de hielo acumulada en cada uno de los polos desestabiliza el balance rotacional de la Tierra, causando deslizamientos de una buena parte de la corteza alrededor del núcleo terrestre, el cual retiene su orientación axial.
Basado en investigaciones propias, Hapgood arguye que cada deslizamiento toma aproximadaente 5000 años, seguido por períodos de 20 000 a 30 000 años sin ningún movimiento polar. Asimismo, en sus cálculos, el área de movimiento nunca cubrió más de 40.º Los ejemplos de Hapgood para las ubicaciones recientes del polo norte incluyen al territorio canadiense de Yukón (63° N, 135° O), Wisconsin (44°30 N, 89°30 O), el Mar Caspio (40° N, 50°30 E), la región del Océano Atlántico entre Noruega e Islandia y la bahía de Hudson (60° N, 73° O). Sin embargo, en su subsecuente trabajo, La ruta del polo, Hapgood concedió a la observación de Einstein en el sentido de que el peso del hielo en los polos sería insuficiente para provocar un deslizamiento polar, además de que si ocurriera como lo propone la superficie de la Tierra al ser 71% agua en cualquier momento ambos polos acabarían en un océano y el ciclo se detendría. En vez de ello, Hapgood argumentó que las fuerzas que causaban los deslizamientos en la corteza se encontraban debajo de la superficie, sin ninguna explicación satisfactoria de cómo pudiera ocurrir esto.
Hapgood escribió al librero canadiense, Rand Flem-Ath, animándolo a apoyarlo en sus investigaciones a fin de respaldar las afirmaciones de Hapgood y la expansión de la Hipótesis. Flem-Ath publicó los resultados en 1995 dentro de When the sky fell (‘cuando el cielo cae’), coescrito con su esposa.

### Conjeturas recientes
El campo ha atraído a autores pseudocientíficos que ofrecen una gran variedad de evidencias, incluyendo lecturas de física. En los años 1970 y 1980 salieron una serie de libros no considerados dentro del género ficción, formulados por la reportera establecida en Washington, Ruth Shick Montgomery, basados en lecturas de Edgar Cayce.
En 1997, Richard W. Noone publicó 5/5/2000. Ice: The Ultimate Disaster (Hielo: el desastre final). Este libro argumenta sobre un cataclísmico deslizamiento de la capa de hielo que cubre la Antártida causada por un alineamiento planetario y tormentas solares, y que propician un deslizamiento de la corteza terrestre el 5 de mayo del año 2000.
En 1998 el ingeniero civil retirado James G. Bowles propuso en la revista Atlantis Rising (‘el surgimiento de la Atlántida’), un mecanismo por el cual el deslizamiento polar pudiese ocurrir. Lo llamó inclinación giratoria ―o efecto RB por sus siglas en inglés―. Propuso una hipótesis que combinan los efectos gravitacionales del Sol y la Luna que atraen la corteza terrestre en un ángulo oblicuo. Esta fuerza nulifica el apuntalamiento de la corteza para con el manto interior, generándose una zona plástica, que permite a la corteza girar con respecto a las placas subyacentes o más bajas. Las fuerzas centrífugas actuarían sobre la masas de hielo polar, ocasionando el movimiento del ecuador.
Libros sobre esta temática han sido publicados por William Hutton, incluyendo el libro Coming Earth changes: causes and consequences of the approaching pole shift (ISBN 0876043619), en donde se comparan registros geológicos con lecturas físicas de Edgar Cayce y donde predijo cambios climáticos catastróficos hacia finales del año 2001. En el 2004, William Hutton y el coautor Jonathan Eagle publicaron Earth's catastrophic past and future: a scientific analysis of information channeled by Edgar Cayce (ISBN 1-58112-517-8), el cual resume sobre posibles mecanismos y datación de un futuro deslizamiento polar.
En 2013 la CIA publica en su página web oficial 57 de 284 páginas del libro La Historia de Adán y Eva escrito por Chan Thomas y publicado en 1963 pero fue inmediatamente clacificado en 1965 por la agencia estadounidense por casi 50 años, que trata sobre el próximo cambio de polos y los que han ocurrido en el pasado, según el libro el próximo cambio de polos tardará un día poner a la Bahía de Bengala, que esta al oriente de la India al polo norte y la región del Océano Pacífico cerca de Perú al polo sur, probocando vientos huracanados y tsunamis de proporciones bíblicas debido a que los vientos y las corrientes oceánicas no cambierian de lugar junto con la corteza terrestre por seguir su curso antes del cataclismo, mientras que al mismo tiempo la Antártida y el Océano Ártico acaban en el ecuador derritiendo sus glaciares en menos de 20 años, mientras que en las nuevas regiones polares se forman nuevos casquetes polares. el libro ha sido criticado fuertemente de pseudocientifico y también fue señalado de desinformativo por Douglas Vogt en su canal de YouTube.

## Investigación científica
Hoy está establecido que la deriva polar o desplazamiento polar ha ocurrido varias veces en el pasado, pero en relaciones de 1° por millones de años. Los análisis de las evidencias no conducen a la creencia de la hipótesis de Hapgood que habla de deslizamientos rápidos de las capas de la tierra. Aunque Hapgood sobreestimó drásticamente los cambios en la distribución de masa a través de la tierra, cálculos muestran que cambios en la distribución de masa en la corteza o manto pueden conducir a verdaderas derivas polares.

## El cambio de polos en la cultura popular
En la cultura popular ha habido pocas referencias a un evento como este, debido a lo poco conocida que es esta teoría.
- En una novela de 1908 llamada Geyserland, la Atlántida era una sociedad utópica que fue destruida por un cambio de polos en el 9262 a. C.

- En el famoso anime Evangelion (1995-1996), después de una colisión en la Antártida conocida en la serie como el Segundo Impacto, la superficie del planeta se dezplasa poniendo a Japón cerca del ecuador.
- La novela Polar Shift (2005), escrita por Clive Cussler trata sobre los eventos ocurridos durante un cambio de polos causado artificialmente.

- Es mencionada en un episodio de la serie documental Misterios del Pasado (2004) titulado El diluvio, en busqueda de la Atlántida.
- Las ideas de Hapgood ocupan un lugar destacado en la película de ciencia ficción del año 2009 2012, en donde la corteza terrestre se mueve causando catástrofes, moviendo a Wisconsin al Polo Norte el cual por la inverción del campo magnético se comvierte en el Polo Sur.

- En dos episodios de la serie de History Channel Alienígenas Ancestrales sobre los misterios de la Antártida se menciona esta hipótesis.